# Allegheny Vallis
L'Allegheny Vallis è una struttura geologica della superficie di Marte.